# 법현상학
법현상학(法現象學)은 모든 대상 영역에 대하여 그 실질적 본질을 생각하는 것을 분명히 한 후제를(Husserl)의 연구에 입각하고 있으며, 개개의 법현상이 실정법에 우선하여 선험적(先驗的)으로 인식되는 독자의 존재 구조·본질 법칙을 가지고 있음을 주장한 라이나하가 착수하였다. 현재는 후제를로 대표되는 학파이다.
후제를은 개개의 법제도의 본질 법칙이 선험적 분석에 의하여 인식되는 것, 즉 이 본질 법칙은 실정법에 대해서는 현실성에 대한 가능성이라는 관계에 놓여 있다. 그러나 의미 형상인 실정법 제도의 의미 가운데 핵을 이루는 것이며, 그에 반한 실정법 제도의 법으로서의 의미를 잃게 됨을 주장하고 있고, 그 위에 실정법의 존재 상태에 관해서는 그 효과가 역사적 시간 가운데의 효력이고, 그 규범적 의미 내용도 입법자에 의하여 제정된 그대로 정지(靜止)하고 있는 것이 아니라 구체적 적용을 통해서 부단히 발전하고 있다고 설명한다.

## 같이 보기
- 법학